# Fontaine à parfum de Louis XV

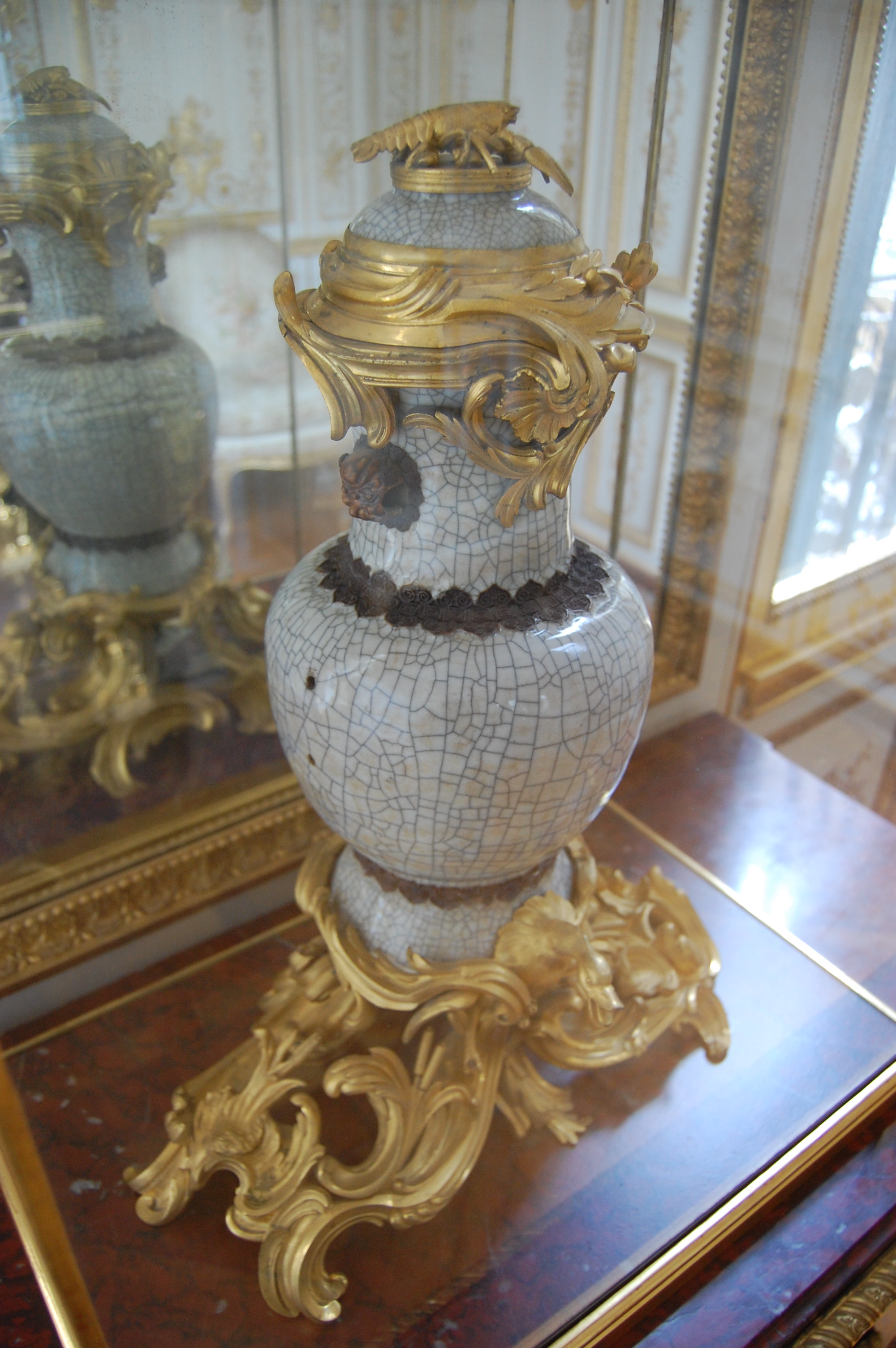
La fontaine à parfums.

La fontaine à parfum de Louis XV est un vase en porcelaine de Chine truittée et richement décoré de bronze de style rocaille acquis par le roi en 1743. Cette pièce se trouve depuis 1985 au château de Versailles, dans le cabinet de la garde-robe.

## Caractéristiques
Haute de 58 cm, elle se compose d'un vase de forme balustre en porcelaine recouvert d'une glaçure céladon craquelé et d'une céramique brune fabriquée en Chine sous l'époque Qianlong (contemporaine de sa livraison au roi, 1736-1795) reposant sur un socle de bronze doré très travaillé représentant des roseaux et rinceaux de feuillage surmontés d'un cygne aux ailes déployées dont le bec sert de robinet au vase. Le couvercle en porcelaine est cerclé de feuillage en bronze doré et surmonté d'une écrevisse, elle aussi en bronze doré.  
À l'origine, la fontaine comprenait également une vasque et deux chiens, les trois en porcelaine de Chine mais qui ont disparu aujourd'hui.
Les bronzes, réalisés en France, sont probablement inspirés d'un dessin des frères Slodtz pour un autre projet de fontaine. 

## Historique
La fontaine fut livrée par le marchand mercier Hébert au château de Versailles pour la garde-robe de Louis XV le 18 mai 1743. Le roi ne s'en sépara jamais et à sa mort, elle fut attribuée, selon l'usage de l'époque, au premier gentilhomme de la chambre, le duc d'Aumont (1709-1782). Mis en vente à la mort de ce dernier avec d'autres porcelaines de Chine et du Japon qu'il collectionnait, elle fut achetée par le marchand Juilliot pour le compte d'une personne inconnue,. Elle réapparut lors d'une vente à Paris, à la galerie Charpentier le 17 mars 1956. Mais la vasque et les deux chiens de porcelaine, encore présents à la vente de 1782, étaient manquants. La fontaine entra alors dans la collection Patiño et fit l'objet d'une donation au château de Versailles en 1985.